# Betinget dom
En betinget dom er en domstolsafgørelse, hvori den dømte findes skyldig, men fritages for afsoning af straffen, hvis nogle bestemte vilkår overholdes. Disse vilkår indebærer, at den dømte i en periode, der kaldes prøvetiden – ofte et eller to år – ikke begår ny kriminalitet. Det kan også bestemmes, at den dømte skal holdes under løbende tilsyn af Kriminalforsorgen eller af kommunen. Retten kan også afgøre, at en dømt skal udføre samfundstjeneste eller gå i misbrugsbehandling. Endelig kan retten konfiskere værdier eller frakende retten til at køre bil.
Danmark har haft betingede domme siden 1905. Der anvendes også kombinationsdomme, således at en periode er betinget og en anden ubetinget. Personer, der idømmes en betinget dom, er ofte ikke tidligere straffet. Betingede domme anvendes bl.a. i sager om berigelseskriminalitet.
Straffelovens § 56-61 omhandler betingede domme. 
Overtrædelse af vilkårene for prøvetiden medfører, at straffen skal afsones.

## Ekstern henvisning
- Straffelovens kapitel 7